# 飓风丽塔
飓风丽塔是2005年大西洋飓风季中第17个热带风暴，同时亦是第10个飓风。当其还是热带风暴时已经袭击了佛罗里达州和古巴。2005年9月20日早上升级为1级飓风。其威力在9月21日达到五级飓风标准。9月22日从最高的5级飓风降至4级水平。9月23日降至3级水平。9月24日凌晨3时30分，飓风“丽塔”挟强劲风力在得州萨宾帕斯与路易斯安那州卡梅伦之间的海岸地区登陆，对德克萨斯州和路易斯安那州形成威胁。登陆时风速为120英里每小時（190每小時），并伴随10英尺（3.0）高的风暴潮参见 （页面存档备份，存于），强度己减弱为3级。

## 氣象歷史
| 最强烈的大西洋飓风     | 最强烈的大西洋飓风 | 最强烈的大西洋飓风 | 最强烈的大西洋飓风 | 最强烈的大西洋飓风 |
| 排名                   | 飓风               | 飓风季             | 气压               | 气压               |
| 排名                   | 飓风               | 飓风季             | 百帕               | 英寸汞柱           |
| ---------------------- | ------------------ | ------------------ | ------------------ | ------------------ |
| 1                      | 威尔玛             | 2005               | 882                | 26.05              |
| 2                      | 吉爾伯特           | 1988               | 888                | 26.23              |
| 3                      | “劳动节”           | 1935               | 892                | 26.34              |
| 4                      | 丽塔               | 2005               | 895                | 26.43              |
| 5                      | 米尔顿             | 2024               | 897                | 26.50              |
| 6                      | 艾倫               | 1980               | 899                | 26.55              |
| 7                      | 卡米尔             | 1969               | 900                | 26.58              |
| 8                      | 卡特里娜           | 2005               | 902                | 26.64              |
| 9                      | 米奇               | 1998               | 905                | 26.73              |
| 9                      | 迪安               | 2007               | 905                | 26.73              |
| 来源：大西洋飓风数据库 |                    |                    |                    |                    |

## 比较
飓风丽塔是有大西洋记录以来第三剧烈的飓风(目前排名第四)，其中心气压一度为26.488吋汞柱（897毫巴）并且可能继续下降。但登陆时没有超过登陆美国本土的第一强飓风 - 1935年袭击佛罗里达州的劳动节飓风，劳动节飓风中心低气压为26.340吋汞柱（892毫巴）。一些媒体以及气象组织（如Accuweather）将飓风丽塔与飓风卡特里娜相比较，飓风丽塔的威力一度超过飓风卡特里娜。国家飓风中心发布警告表明由于没有关于像丽塔这样超级飓风的足够资讯，所以其行为是不可预测的。
但自从1950年开始使用字母表顺序命名大西洋热带风暴以来，这是第二次命名到字母“R”（某些1969年的热带风暴没有命名，所以没有用到“R”，同时第17个到“M”的风暴名没有使用过），是第三次同季有17次热带风暴。1950年後到达第17个热带风暴的是1995年的飓风罗克珊和1969年的飓风马塔。
这是本飓风季第二个五级飓风（第一个是飓风卡特里娜）。飓风丽塔也是历史上第三次在同一季两次达到五级飓风；这种情况只先前在1960年和1961年发生过。

## 影响
- 因市场担心风暴会再次重创美国墨西哥湾石油业，9月19日纽约市场和伦敦市场原油期货价格分别上涨7％和6％。因“丽塔”飓风由5级降至4级，市场担心减轻，纽约商品交易所原油期货价格9月22日轻微回调。同日，位于美国墨西哥湾沿岸的炼油厂和石油以及天然气开采设备停止工作。
- 新奥尔良市市长雷·纳金9月20日说，救援人员已经开始再度疏散该市居民。新奥尔良市9月23日再遭飓风“丽塔”袭击，城中刚刚修补的堤坝难挡飓风掀起的水浪，河水漫堤径直灌入城东地区。
- 得克萨斯州和路易斯安那州的130万居民开始撤离。一辆载有“丽塔”飓风撤离居民的汽车9月23日在美国达拉斯市附近的高速公路上起火，造成至少24人死亡。
- 为躲避将登陆的飓风“丽塔”和洪灾威胁，美国宇航局位于休斯敦的约翰逊航天中心关闭，成为“空城”。